# Pedro de Villagra
Pedro de Villagra, španski konkvistador, * 1513, Colmenar de Arenas, † 11. september 1577, Lima.
de Villagra je bil kraljevi guverner Čila med letoma 1563 in 1565.